# Илона Гузенбауер
Илона Гузенбауер  (  рођена Majdan, Гумерсбах, 16. септембар 1947) је бивша аустријска атлетичарка, светска рекордерка у скоку увис која је крајем 1960-их и почетком 1970-их била једна од најбољих скакачица у свету.
Гузенбауер је био први пут 1966. постала првакиња Аустрије у скоку у вис. Међународно искуство, стекла је на Летњим олимпијским играма 1968. у Мексико Ситију, када је била 8 резултатом 1,76 м. Две године касније на Летњој универзијади у Торину освојила бронзану медаљу.
У следећој сезони достигла је врхунац своје атлетске каријере: У августу 1971. је била прва на Европском првенству у Хелсинкију, а три недеље касније скочила је у Бечу на Пратер стадиону, висину 1,92 метара и тиме побољшана десетогодишњи светски рекорд Румунке Јоланде Балаш за један цм. Исте године је изабрана за Аустријског спортисту године.
На Олимпијским играма 1972, отпутовала је у Минхен као велики фаворит. У финалном такмичењу, велико изненађење направила је 16-годишња Немачка скакачица Улрике Мајфарт, Гузенбауерова је морала признати пораз и задовољити се трећим местом, прескочивши 1,88 м.
Године 1996. добила је Златну медаља за заслуге Републике Аустрије.
Сада живи у округу Молдинг.